# Såtenäs
Såtenäs är en småort i Tuns socken i Lidköpings kommun i Västra Götalands län.
Såtenäs ligger vid Vänerns sydvästra del omkring 32 kilometer från Lidköping och 32 kilometer från Trollhättan. 
Större delen av Såtenäs består av Skaraborgs flygflottilj (F 7 Såtenäs) samt F 7 Gårds- och flottiljmuseum. Innan flygvapnet köpte området var ägorna ett av Västergötlands större gods.
I omedelbar närhet till Såtenäs ligger samhället Tun.

## Historik
Äldsta markörer till att Såtenäs varit bebott härstammar från 6000 år gamla stenålderslämningar. På Såtenäs finns flera lämningar från bronsålder också, men det är först från äldre järnålder och framför allt yngre järnålder som lämningarna är betydande. Ett stort antal gravfält tyder på platsens betydelse. Viktigaste gravfälten är Kullbergs kulle och Vikingahagen. Vikingavägen har idag kvar 53 gravhögar varav flera är betydande i storlek. Detta gravfält var från början dubbelt så stort som idag, men förstördes på grund an att man hämtade lera lämplig för tegelslagning på platsen. 
Såtenäs är känt i skriftliga källor sedan år 1392 då ägaren var väpnaren Harald Lake. Sedan dess har 33 ägare lagts till i ägarlängden. Godset har utvecklats från en by om minst sex gårdar till att vara ägd av en enda ägare. 
År 1795 köptes godset av Lars Laurentius Kylberg. Han var guldsmed och hovförgyllare, men hade efter att ha umgåtts med personerna kring mordet på Gustaf III, kände han att det var lämpligt att flytta från Stockholm. Han var en god entreprenör och även jordbruksintresserad. Änkan Regina Kristina står som ägare från 1808 till 1831, då sonen Lars Wilhelm Kylberg köpte godset. Hans son Ivar Kylberg tog över det i sin tur 1857 som ärende och tillsammans med brodern Lars Wilhelm d.y. köpte de godset från övriga arvingar år 1867 för ansenliga 200 000 riksdaler silvermynt, men tvingades sälja godset 1893 efter en misslyckad satsning på oljetillverkning vid Kinnekulle. Godset köptes av direktören AP Löfström, och därmed var nästan 100 år av Kylbergsägande över. Under deras tid på godset utvecklades det till ett mönsterjordbruk med tidigt växeljordbruk, prisbelönt avel, eget tegelbruk, egen fartygshamn, egen järnväg och lång tids skolverksamhet. Småskolan under första halvan av 1800-talet utvecklades år 1853 till lantbruksskola. Denna skola utbildade Rättare, och fanns kvar på godset fram till 1903 då den flyttade till Skara. År 1911 anses godset haft åker på runt 980 tunnland (närmare 500 hektar).
Siste jordbrukande ägare var Peder Andreas Lund, som köpte godset 1915. Han byggde om herrgården till i stort sett den utformning den har idag. Herrgården är för övrigt byggd någon gång mellan 1780 och 1790. 
År 1938 sålde Peder Andreas Lund godset för 685 000 kronor, till staten för att bli flygflottilj. I april året efter, hölls en enorm avelsdjursauktion som pågick i fem dagar. Då såldes bland annat 350 nötkreatur, 250 grisar och 50 ardennerhästar. Många av dessa djur var de finaste avelsdjur i området och ett flertal finns med bild i avelsdjursauktionskatalogen från tillfället.